# Heksehyl
Heksehyl betegner et stykke konsumfyrværkeri. Efter antændelse afgiver fyrværkeriet en skrigende lyd.

## Udseende og opbygning
Heksehyl findes i flere størrelser, men det mest almindelige er er opbygget af et lille gult paprør med en længde på ca. 7 cm og en diameter på ca. 0,8 cm. I enden sidder en lille prop af presset ler (ofte bentonit), herefter følger satsen (krudtet) og yderst er der fastgjort en lunte (visco fuse).

## Satsen
Satsen i heksehyl er sammenpresset i røret, så den brænder fra overfladen, hvorved der frembringes et kraftigt tryk ud mod den åbne ende. Det lyder som en fløjte og medfører det karakteristiske "skrig".
Hvis satsen i stedet for at være sammenpresset lå løst i paprøret, ville den brænde for hurtigt og ukontrollabelt til at frembringe et skrig. Det høje tryk i paprøret ville medføre, at heksehylet eksploderede og dermed fik effekt som et lille kanonslag.
Satsen i heksehyl er på ca. 1 g og består af et oxidationsmiddel og et brændsel. Kaliumperchlorat benyttes ofte som oxidationsmiddel. Brændslet kan varierer alt efter producent, men ofte anvendes kaliumhydrogenphthalat eller natriumbenzoat.
Satsen er relativt følsom og bør aldrig fjernes fra fyrværkeriet, da det kan medføre risiko for at det antændes af slag, friktion eller statisk elektricitet.